# Luca vive
Luca vive es una película argentina de 2002 dirigida por Jorge Coscia, con guion de Carlos Polimeni, Daniel Ritto y Jorge Coscia, estrenada el 10 de octubre de ese año. La película narra la vida del músico italiano Luca Prodan (1953-1987), líder de la banda Sumo. El film toma algunas escenas, imaginadas o no, de la vida de Luca por los años ochenta, hasta su muerte pocos años después de una cirrosis hepática. También se narra, de manera un tanto exagerada, la vida amorosa del cantante, su relación con las mujeres, sus obsesiones y la droga.

## Reparto
- Darío Ritto como Luca Prodan.
- Tom Lupo como Él mismo.
- Valeria de Luque como Mónica.
- Lorena Damonte como Silvia.
- Omar Chabán como Él mismo.
- Joe Stefanolo como Él mismo.
- Adriana Pérez Gianny como Periodista Nora Fish.

## Premios
Nominada
- Premios Cóndor de Plata: Mejor música, Mauro Lázaro; 2003.
- Premios Cóndor de Plata: Mejor guion adaptado, Carlos Polimeni, Daniel Ritto, Jorge Coscia ; 2003.